# Kostel svatého Marka (Vícenice u Náměště nad Oslavou)
Kostel svatého Marka je filiální kostel římskokatolické farnosti Náměšť nad Oslavou, nachází se na návsi obce Vícenice u Náměště nad Oslavou. Kostel je jednolodní barokní stavbou se středověkým jádrem, kostel má pravoúhlé kněžiště a nad vchodem do kostela je pravoúhlá hranolová věž, kolem kostela jsou zbytky hřbitovní zdi. Kostel je chráněn jako kulturní památka České republiky.

## Historie
Kostel měl být postaven jako raně gotická stavba v 2. polovině 13. století, později však byl přestavěn do současné barokní podoby. Nad vchodem do kostela je uveden letopočet 1318. Farnost měla při kostele být alokována již v první polovině 14. století, později, v roce 1569, byla fara zrušena a Vícenice tak byly přifařeny k farnosti v Náměšti nad Oslavou. Farní budova byla v roce 1613 prodána a v roce 1696 již farní budova byla zbořena. V roce 1669 byly v kostele 3 oltáře, hlavní zasvěcený svatému Markovi, další dva byly vedlejší. Na věži byly tři zvony, nejstarší z roku 1600, novější z neznámého roku a nejnovější zvon byl vylit v Brně v roce 1881.
Do roku 1827 byl při kostelu hřbitov, po tomto roce již je používán hřbitov u silnice vedoucí k Sedlci. V roce 1852 byl kostel přestavěn do barokní podoby, ve stejném roce byly obcí Vícenice pořízeny nové varhany. V roce 1905 byl kostel znovu rekonstruován, byla opravena střecha kostela a v roce 1910 byl kostel opravován znovu. V roce 1969 pak byl kostel opraven znovu, byl nově omítnut.
V roce 1997 byl pak kostel opět rekonstruován, kostel dostal novou střechu a od roku 2007 probíhají postupné práce v rámci dlouhodobé rekonstrukce. Proběhlo odvlhčení kostela a také byla opravena elektroinstalace kostela a nová svítidla v rámci dotace od Nadace ČEZ. V roce 2009 byl posvěcen nový zvon tzv. umíráček, od té doby jsou opět na věži celkem tři zvony.
U kostela se nachází památník padlým v první a druhé světové válce.